# Dance Fever
Albums de Florence and the Machine
High as Hope
(2018) Everybody Scream
(2025)
Singles
1. King (en)
Sortie : 23 février 2022
2. My Love (en)
Sortie : 10 mars 2022
3. Free (en)
Sortie : 20 avril 2022

Dance Fever est le cinquième album studio du groupe britannique Florence and the Machine, sorti 13 mai 2022 sous le label Polydor Records. L'album est précédé par quatre singles : King (en), sorti le 23 février 2022, Heaven Is Here, sorti le 7 mars 2022, My Love (en), sorti le 10 mars 2022, et enfin Free (en), sorti le 21 avril 2022.
Influencée par Iggy Pop, Florence Welch tire le concept de Dance Fever de la chorémanie et, plus généralement, d'œuvres issues du genre gothique et de l'horreur folklorique. Le design de l'album et les clips des quatre singles sont réalisés par Autumn de Wilde.
Acclamé à sa sortie par la critique musicale, Dance Fever est très vite considéré comme le meilleur album du groupe. La sortie est suivie par le Dance Fever Tour, qui passe notamment par l'Europe, l'Amérique du Nord et l'Océanie.

## Contexte et production
La majorité de l'album a été enregistrée à Londres, notamment aux Studios Electric Lady et au Studios RAK. Les premières sessions d'enregistrement devaient initialement avoir lieu en mars 2020 à New York (États-Unis), mais ont été abandonnées en raison de la pandémie de Covid-19. Lors des enregistrements, Welch et ses collaborateurs ont favorisé un son « dansant, folk, Iggy Pop des années 1970 », dans la veine de Lucinda Williams, Emmylou Harris et d'autres, et ainsi destinés à être apprécier lors des clubs, lives musicaux et festivals.

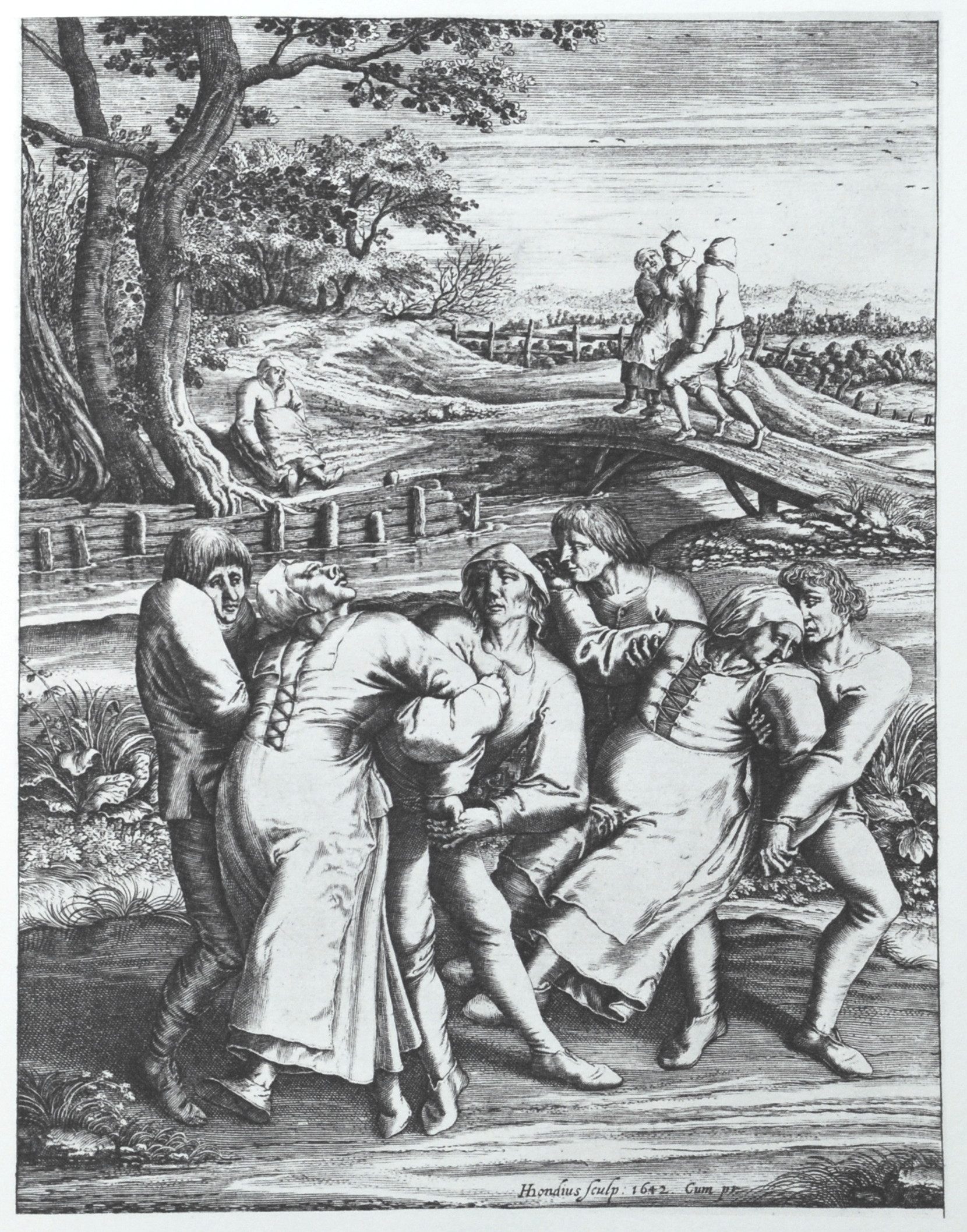
Gravure représentant une manie dansante.

Welch a également puisé son inspiration dans les « héroïnes tragiques de l'art préraphaélite », dans la fiction gothique de Carmen Maria Machado, Julia Armfield (en) et Shirley Jackson (notamment son roman Maison hantée), ou encore dans le sous-genre du folk horror, propulsé par le film The Wicker Man (1973) et perpétué avec Dracula de Coppola (1992), The Witch (2015) ou encore Midsommar (2019). Ces œuvres ont aussi servi de référence visuelle pour le disque et les costumes, dans la tentative de représenter des « éléments folkloriques d'une panique morale issue de l'époque médiévale. »,,, Ainsi, l'identité visuelle de l'album, réalisée par la photographe américaine Autumn de Wilde, constitue des clins d'œil au gothique, à l'art déco et au décadentisme.
Le titre de l'album, lui, est tiré de la fascination de Welch pour la chorémanie, ou manie dansante, phénomène d'hystérie collective ayant été observé Allemagne et en Alsace entre le XIVe et le XVIIIe siècle, où les gens se mettaient à danser de façon étrange et incontrôlée, parfois jusqu'à l'épuisement,,,.

## Sortie et promotion
Le premier teasing du nouvel album se fait le 21 février 2022, lorsque des fans du groupe ont reçu par courrier des cartes à collectionner de style médiéval, dans le style des jeux de tarot, comportant une image de Florence Welch vêtue de vêtements de costumes d'époque. Sur le bas de l'image était imprimé le mot « King » (Roi), et sur l'enveloppe contenant la carte la phrase « Chapter 1 » (Chapitre 1). Le même jour, des panneaux d'affichage numériques ont été disséminés à travers Londres, représentant la même photographie de Welch que celle sur les cartes,. Le premier single de l'album, King (en), sort dans la foulée, le 23 février 2022. 
Le 7 mars 2022, la chanson Heaven Is Here sort. Deux jours après, le 9 mars 2022, Florence Welch annonce la date de sortie de l'album sur son Instagram, avec une publication dévoilant la couverture et une phrase décrivant Dance Fever comme un « conte de fée en 14 chansons ». Le 10 mars 2022, le single My Love (en) est disponible.
Le quatrième et dernier single, Free (en), sort le 21 avril 2022 : le clip représente Welch accompagnée par son anxiété, incarnée par l'acteur Bill Nighy. À savoir que les vidéoclips des singles King, Heaven Is Here et Free ont été tournés à Kiev en novembre 2021, quelques mois avant l'invasion de l'Ukraine par la Russie. Welch a notamment dédié le clip de Free au peuple ukrainien.

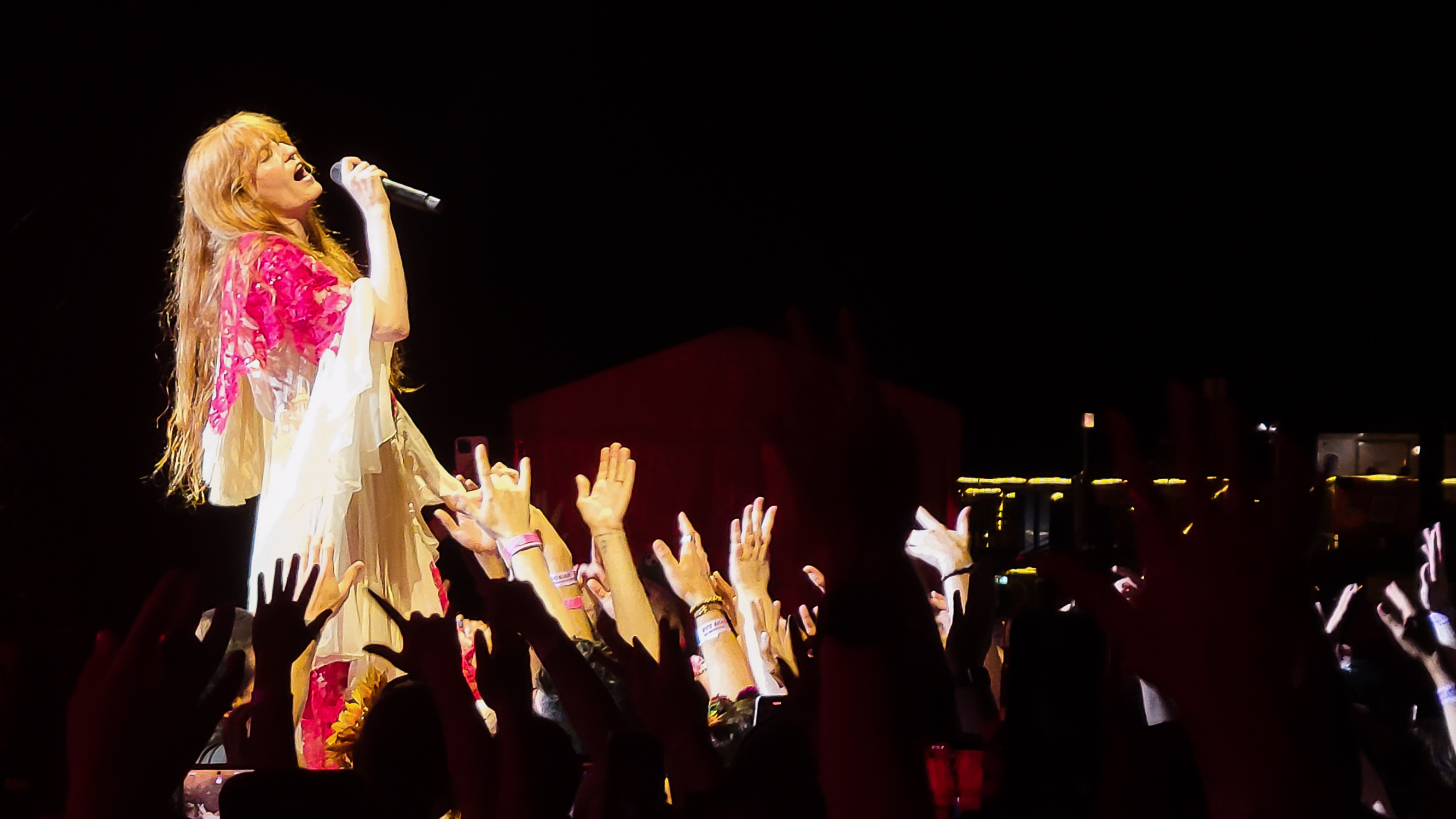
Florence Welch durant le concert du Dance Fever Tour à Chicago.

Welch annonce enfin le Dance Fever Tour le 28 mars 2022 : celui-ci début le 2 septembre 2022 à la Place Bell à Laval (Québec), et s'achève le 21 mars 2023 à la Spark Arena d'Auckland, en Nouvelle-Zélande,. Le 14 octobre 2022, un album live tiré du concert au Madison Square Garden du 17 septembre 2022 sort, composé de 24 titres et intitulé Dance Fever (Live at Madison Square Garden).
Le 9 septembre 2022, une version live de Morning Elvis en duo avec Ethel Cain sort, enregistrée au Ball Arena de Denver le 1er octobre 2022.
Le 20 avril 2023, le groupe sort un nouveau single inédit, Mermaids, faisant partie de la « Complete Edition » de Dance Fever.

## Composition et thèmes
Par ses inspirations et sujet, Dance Fever se fait en premier lieu hymne à la danse, bien que de nombreux autres thèmes propres à Florence Welch parcourent l'album, avec une ambition cathartique de sa part. King, notamment, se fait ballade féministe abordant la question du non désir d'enfant, du genre et de l'ambition professionnelle et artistique, ; Free parle d'anxiété et de la libération que l'on peut retrouver dans la musique ; The Bomb compare l'amour à une explosion, où le chaos devient plus réconfortant que l'amour porté à l'autre... Plus généralement, la puissance féminine, intimement liée à la figure de sorcière, est un point primordial de l'album, se nourrissant de multiples images mystiques, mythologiques et religieuses (Girls Against God, Cassandra...).
Par ses mélodies variées, l'album joue entre les genres musicaux du pop rock, de la pop baroque, de la pop progressive, du rock alternatif, du rock gothique et de la musique folk.

## Liste des pistes
| Édition standard | Édition standard  | Édition standard                                    | Édition standard                                             | Édition standard | Édition standard | Édition standard | Édition standard | Édition standard | Édition standard |
| No               | Titre             | Auteur                                              | Producteur                                                   | Durée            |                  |                  |                  |                  |                  |
| ---------------- | ----------------- | --------------------------------------------------- | ------------------------------------------------------------ | ---------------- | ---------------- | ---------------- | ---------------- | ---------------- | ---------------- |
| 1.               | King (en)         | - Florence Welch - Jack Antonoff                    | - Florence Welch - Jack Antonoff                             | 4:40             |                  |                  |                  |                  |                  |
| 2.               | Free (en)         | - Florence Welch - Jack Antonoff                    | - Florence Welch - Jack Antonoff - Dave Bayley               | 3:54             |                  |                  |                  |                  |                  |
| 3.               | Choreomania       | - Florence Welch - Jack Antonoff - Thomas Bartlett  | - Florence Welch - Jack Antonoff - Doveman                   | 3:33             |                  |                  |                  |                  |                  |
| 4.               | Back in Town      | - Florence Welch - Jack Antonoff                    | - Florence Welch - Jack Antonoff                             | 3:56             |                  |                  |                  |                  |                  |
| 5.               | Girls Against God | - Florence Welch - Jack Antonoff                    | - Florence Welch - Jack Antonoff                             | 4:40             |                  |                  |                  |                  |                  |
| 6.               | Dream Girl Evil   | Florence Welch                                      | - Florence Welch - Jack Antonoff - Dave Bayley - Doveman     | 3:47             |                  |                  |                  |                  |                  |
| 7.               | Prayer Factory    | - Florence Welch - Jack Antonoff                    | - Florence Welch - Dave Bayley                               | 1:13             |                  |                  |                  |                  |                  |
| 8.               | Cassandra         | - Florence Welch - Thomas Hull                      | - Florence Welch - Jack Antonoff - Kid Harpoon               | 4:18             |                  |                  |                  |                  |                  |
| 9.               | Heaven Is Here    | Florence Welch                                      | - Florence Welch - Jack Antonoff - Dave Bayley - Kid Harpoon | 1:51             |                  |                  |                  |                  |                  |
| 10.              | Daffodil          | - Florence Welch - Dave Bayley                      | - Florence Welch - Dave Bayley                               | 3:34             |                  |                  |                  |                  |                  |
| 11.              | My Love (en)      | - Florence Welch - Dave Bayley                      | - Florence Welch - Dave Bayley                               | 3:51             |                  |                  |                  |                  |                  |
| 12.              | Restraint         | - Florence Welch - Dave Bayley                      | - Florence Welch - Dave Bayley - Kid Harpoon                 | 0:48             |                  |                  |                  |                  |                  |
| 13.              | The Bomb          | - Florence Welch - Robert Ackroyd - Thomas Bartlett | - Florence Welch - Jack Antonoff - Doveman                   | 2:45             |                  |                  |                  |                  |                  |
| 14.              | Morning Elvis     | - Florence Welch - Dave Bayley                      | - Florence Welch - Jack Antonoff - Dave Bayley               | 4:22             |                  |                  |                  |                  |                  |
| 47:12            |                   |                                                     |                                                              |                  |                  |                  |                  |                  |                  |

| Complete Edition (2023) | Complete Edition (2023)              | Complete Edition (2023) | Complete Edition (2023) | Complete Edition (2023) | Complete Edition (2023) | Complete Edition (2023) | Complete Edition (2023) | Complete Edition (2023) | Complete Edition (2023) |
| No                      | Titre                                | Durée                   |                         |                         |                         |                         |                         |                         |                         |
| ----------------------- | ------------------------------------ | ----------------------- | ----------------------- | ----------------------- | ----------------------- | ----------------------- | ----------------------- | ----------------------- | ----------------------- |
| 14.                     | Mermaids                             | 4:35                    |                         |                         |                         |                         |                         |                         |                         |
| 15.                     | Morning Elvis (featuring Ethel Cain) | 4:22                    |                         |                         |                         |                         |                         |                         |                         |
| 16.                     | King (poem version)                  | 3:00                    |                         |                         |                         |                         |                         |                         |                         |
| 17.                     | My Love (poem version)               | 2:52                    |                         |                         |                         |                         |                         |                         |                         |
| 18.                     | Cassandra (poem version)             | 4:00                    |                         |                         |                         |                         |                         |                         |                         |
| 61:39                   |                                      |                         |                         |                         |                         |                         |                         |                         |                         |

## Réception critique
Dance Fever a largement été salué par les critiques musicaux. Chez Metacritic, l'album se voit attribuer une note moyenne de 84 sur 100, sur la base de 17 critiques, indiquant une « acclamation universelle », devenant ainsi l'album le mieux noté du groupe sur le site à ce jour.
Neil Z. Yeung pour AllMusic attribue à l'album 4 étoiles sur 5, et compare Dance Fever aux albums précédents, Lungs et How Big, How Blue, How Beautiful, qu'il considère à égalité par sa « profondeur émotionnelle et sa puissance édifiante », concluant que l'album est « une offrande généreuse aux déesses de la danse et de l'énergie réparatrice ».
Sophia McDonald pour Clash Music attribue à l'album neuf étoiles sur dix, en le qualifiant d'« aussi majestueux qu'authentique » et de « magnifiquement honnête ». Résumant l'album dans son ensemble, elle le considère comme une « soirée dansante pour libérer vos démons, ils [le groupe] jettent un nouveau sort lyriquement magnifique et musicalement capitulant. ».
Sur Sputnikmusic, Brendan Schroer lui attribue une note de 4 sur 5, et décrit Dance Fever comme l'opposé de High as Hope : « Si High as Hope était un disque de deuil et de chagrin, Dance Fever est un disque de célébration et de guérison. » Clamant que cet album se « taille une place unique dans leur collection », il le voit comme un « sentiment continu d'espoir et de vigueur face à la défaite et aux ténèbres ».
Pier-Olivier Boivin pour Le Canal Auditif attribue à Dance Fever une note de 8 sur 10, et se dit « hypnotisé par l'aspect visuel, presque cinématographique [de l'album] », qui va non sans rappeler « les albums-concepts des années 70. »
Dani Blum pour Pitchfork attribue une note de 7.1 sur 10 à l'album, qui « arrive comme une déclaration radicale et grandiose [...] plus interne et lyriquement cohérente. » En revanche, il regrette que l'album « s’affaisse lorsqu’il tente d’atteindre son objectif déclaré : célébrer la danse elle-même. »
Très élogieuse, Helen Brown pour The Independent attribue 5 étoiles sur 5 à Dance Fever, et le décrit comme un album « qui attend avec impatience la libération de toute l'énergie refoulée lors de la pandémie ». Tout aussi dithyrambique, Sophie Williams pour New Musical Express qualifie l'album de « joyeuse épiphanie au lent déploiement » où « douleur et euphorie entrent en collusion. » Elle ajoute à cela que Dance Fever se fait « réclamation, non seulement de la piste de danse, mais aussi d'amour et d'individualité. »

## Personnel
Crédits adaptés des notes du livre relié de Dance Fever.

### Florence and the Machine
- Florence Welch — chant, arrangement des cordes, percussion, piano, guitare acoustique
- Robert Ackroyd — guitare électrique
- Tom Monger— harpe
- Aku Orraca-Tetteh – chœur (pistes 3, 4, 6)
- Hazel Mills – chœur

### Musiciens additionnels
- Jack Antonoff — guitare acoustique, basse, tambours, mellotron, percussion, piano, programmation, cloches, guitare électrique, orgue, synthétiseur, carillon tubulaire, orgue Wurlitzer.
- Evan Smith — saxophones, synthétiseur
- Tom Moth — harpe, arrangement des cordes
- Bobby Hawk — violon
- Eric Byers — violoncelle
- Dave Bayley — guitare électrique, cordes, programmation, cloches, percussion, piano, synthétiseur, basse, orgue, guitare acoustique, tambours, mellotron
- Thomas Bartlett — percussion, piano, synthétiseur, accordéon, tambours
- Maggie Rogers — chœur
- Leo Abrahams — guitare acoustique, guitare électrique
- Steve Pearce — basse (piste 6)
- Ian Thomas — tambours (piste 6)
- Mark Brown — saxophone (piste 6)
- Sally Herbert — arrangement des cordes (piste 6)
- Paul Burton — trombone (piste 6)
- Joe Auckland — trompette (piste 6)
- Mikey Freedom Hart — guitare acoustique, célesta, alto, pedal steel guitar
- Kid Harpoon — basse, tambours, guitare électrique, piano, percussion
- Chris Worsey — violoncelle (piste 11)
- Ian Burdge — violoncelle (piste 11)
- Everton Nelson ; Gillo Cameron ; Julia Singleton ; Kate Robinson ; Lucy Wilkins ; Marianne Haynes ; Natalia Bonner ; Nicky Sweeney ; Richard Georg ; Rick Koster — violon (piste 11)

### Technique
- Chris Gehringer — mastering
- Will Quinnell — mastering
- Serban Ghenea — mixage
- Jack Antonoff — mixage
- Laura Sisk — mixage, ingénieur du son
- Evan Smith — ingénieur du son
- Jon Gautier — ingénieur du son
- Billy Halliday — ingénieur du son
- David Hart — ingénieur du son
- Jeremy Hatcher — ingénieur du son
- Pat Dillett — ingénieur du son
- Mikey Freedom Hart — ingénieur du son

### Additionnel
- Directeur créatif — Autumn de Wilde
- Direction artistique et design — Thunderwing
- Photographie — Autumn de Wilde
- Styliste — Amanda Harlech
- Coiffeur styliste — Odile Gilbert
- Maquillage — Sarah Reygate
- Production design — Stella Fox
- Peintre de toile de fond — Thomasina Smith
- Designer floral — Rob Hedderwick
- Accessoires d'habillage — Stu Headly Reed
- Concepteur éclairage — Dustin Stefansic

## Classements hebdomadaires
| Classement (2022)                  | Meilleure position |
| ---------------------------------- | ------------------ |
| Allemagne (Media Control AG)       | 2                  |
| Australie (ARIA)                   | 2                  |
| Autriche (Ö3 Austria Top 40)       | 4                  |
| Belgique (Flandre Ultratop)        | 2                  |
| Belgique (Wallonie Ultratop)       | 5                  |
| Canada (Canadian Albums)           | 7                  |
| Écosse (OCC)                       | 1                  |
| Espagne (Promusicae)               | 5                  |
| États-Unis (Billboard 200)         | 7                  |
| États-Unis (Album Sales)           | 2                  |
| États-Unis (Alternative Albums)    | 1                  |
| États-Unis (Top Rock Albums)       | 1                  |
| Finlande (Suomen virallinen lista) | 11                 |
| France (SNEP)                      | 28                 |
| Hongrie (Mahasz)                   | 36                 |
| Italie (FIMI)                      | 14                 |
| Norvège (VG-lista)                 | 15                 |
| Nouvelle-Zélande (RIANZ)           | 2                  |
| Pays-Bas (Mega Album Top 100)      | 2                  |
| Portugal (AFP)                     | 2                  |
| Royaume-Uni (UK Albums Chart)      | 1                  |
| Suède (Sverigetopplistan)          | 23                 |
| Suisse (Schweizer Hitparade)       | 7                  |